# 立山温泉
立山温泉（たてやまおんせん）は、富山県富山市（旧上新川郡大山町、旧国越中国）にかつてあった温泉。山田温泉、小川温泉、大牧温泉とともに越中四名湯といわれ、古くは立山下温泉、多枝原温泉とも呼ばれていた。

## 泉質
- アルカリ性単純温泉[1]
- 弱アルカリ性低張性泉
- 炭酸水素塩泉
- 毎分73リットルにて自然湧出[1]
- 泉温は62℃[1]
- pHは8.4[1]
- 溶存物質は481.3[1]

なお、1908年に出版された「立山案内」では、廃湯した立山温泉の泉質を硫質泉、摂氏55-56度。効能は、胃病、関節患、腺症、神経、痛風、打撲、黴毒、瘡毒等に顕著と記載している。

## 温泉街
立山カルデラの西端に位置していた。

## 歴史
1580年（天正8年）、深見六郎右衛門によって立山温泉が発見された。1584年（天正12年）には佐々成政が入湯したと伝えられている。本格的に温泉地として整備されたのは1770年（明和7年）以降である。その効能ならびに立山信仰の拠点にもなったことから、江戸時代は非常に賑わった。加賀藩も温泉振興強化の一環により、新道開削や女人禁制を撤廃したことで、湯治客がさらに増加していった。
しかし、立山カルデラ内の非常に不安定な土地にあったこともあり、1858年（安政5年）の飛越地震に伴う土石流によって温泉街は壊滅した。のち、1869年（明治2年）頃になって新たな源泉が発見され、温泉街が復興した。
明治時代に入り、立山新道が一時的に開通したことや立山参拝参向が始まると温泉利用客数が増加。さらに1906年に立山砂防事務所が温泉内に設立されると、1941年に同事務所が水谷平に移転するまで温泉側が事務の一部を代行するなどして繁栄期を迎えた。最盛期の建物は、二階建て旅館、二階建て大旅館（自炊用）、自炊館、雑役夫宿舎、ボッカの大宿舎3棟、小宿舎、大平屋建、二階建て倉庫、事務所、別館、売店、発電所、一般大風呂2棟、上客風呂1棟、薬師堂などの建物が林立していた。1944年に立山砂防が工事を中止すると、温泉自体も1950年まで営業を休止している。
1969年（昭和44年）に発生した豪雨により温泉への道や施設の一部が被害を受けたことと、1970年（昭和45年）に立山黒部アルペンルートのバス路線開通を受け、1973年（昭和48年）に廃湯した。
廃湯した立山温泉跡より2kmほど西側、立山砂防の現地事務所などがある水谷平の近くに砂防工事関係者向けに作られた天涯の湯と呼ばれる露天風呂があるが、付近への立ち入りが制限されているため一般の人は利用できない。ただし、立山砂防見学会の参加者向けに足湯が後から作られており、見学会に参加することで利用することができる。
2017年度、富山県により旧温泉付近で地熱開発を目的とした掘削調査が行われることが発表されている。

## 明治時代に立山温泉に立ち寄った著名人
- 1869年：　アーネスト・サトウ
- 1889年：　パーシバル・ローウェル
- 1891年：　ヨハネス・デレーケ
- 1893年：　ウォルター・ウェストン

## 薬師如来と温泉
江戸時代、経営者が薬師如来を祀る夢をみたことがきっかけで薬師堂が建立された。以後、温泉では経営者が変わっても薬師如来を祀られるようになっていた。戦前には、「さしま」と呼ばれる導師が薬師堂に詰めており、温泉客に薬師如来の縁起や東方浄瑠璃世界を上手に語り、来訪者に信仰を深めさせていた。
1984年、地元有志らの手によって薬師堂の跡地に、飛越地震の被害者らのための慰霊碑が建立された。

## 立山温泉が登場する作品
新田次郎『剱岳 点の記』
- 作中、測量隊一行が同温泉に宿泊しようとするが、富山県の公務員によって妨害されるシーンが出てくる。尚、新田次郎本人も廃湯となった同温泉の調査に実際に出向いている。

## アクセス
- 鉄道：富山地方鉄道立山線・上滝線（不二越・上滝線）岩峅寺駅から徒歩約10分で立山山麓温泉へ。

なお、廃湯となった立山温泉を含む立山カルデラ一帯は国土交通省による砂防工事が行われており、現在危険防止のため立ち入りが厳重に制限されている。そのため現地を訪れるには立山カルデラ砂防博物館が定期的に主催している見学会などに参加する必要がある。